# Hrvatski muzej naivne umjetnosti
Hrvatski muzej naivne umjetnosti u Zagrebu čuva u svojem fundusu oko 1900 umjetnina – slika, kipova, crteža i grafika – poglavito hrvatskih umjetnika. Muzej je smješten u baroknoj palači Raffay-Plavšić u Ćirilometodskoj 3, na Gornjem gradu u Zagrebu.

## Povijest
U Zagrebu je 1952. godine osnovana Seljačka umjetnička galerija, preteča današnjeg muzeja. Godine 1956. došlo je do promjene naziva i u razdoblju od 1956. do 1994. službeni naziv institucije je Galerija primitivne umjetnosti. Odlukom Sabora Republike Hrvatske 1994. godine dolazi do preimenovanja ustanove u Hrvatske muzej naivne umjetnosti. Potrebno je istaknuti da je od samih početaka ustanova organizirana i vođena po strogim principima muzeološke struke te se smatra prvim muzejom naivne umjetnosti u svijetu.

## Djelatnost
Djelatnost muzeja definirana je zakonskom legislativom vezanom uz muzeje. Muzej radi na sustavnom sabiranju, čuvanju, restauriranju i konzerviranju, prezentaciji te trajnoj zaštiti muzejske građe s područja nadležnosti muzeja.

## Građa
Fundus Hrvatskog muzeja naivne umjetnosti čini preko 1900 umjetnina (slika, crteža, grafika i skulptura). Umjetnička ostvarenja su većim dijelom rad priznatih i cijenjenih hrvatskih umjetnika naivaca svjetskog renomea. U stalnom postavu muzeja je i nekoliko djela eminentnih stranih umjetnika naive.

## Usluge
Pružanje stručne pomoći iz područja djelatnosti muzeja, održavanje predavanja, vršenje stručnog vodstva, pružanje usluge informiranja vezano uz aktivnosti, organiziranje izložbi, objavljivanje stručnih publikacija.

## Zbirke
Hrvatski umjetnici
- Eugen Buktenica (1914. – 1997.)
- Emerik Feješ  (1904. – 1969.)
- Dragan Gaži (1930. – 1983.)
- Ivan Generalić (1914. – 1992.)
- Josip Generalić (1936. – 2004.)
- Drago Jurak (1911. – 1994.)
- Mijo Kovačić (rođen 1935.)
- Ivan Lacković Croata (1931. – 2004.)
- Martin Mehkek (rođen 1936.)
- Franjo Mraz (1910. – 1981.)
- Ivan Rabuzin (1921. – 2008.)
- Matija Skurjeni (1898. – 1990.)
- Petar Smajić (1910. – 1985.)
- Slavko Stolnik (1929. – 1991.)
- Lavoslav Torti (1875. – 1942.)
- Ivan Večenaj (1920. – 2013.)
- Mirko Virius (1889. – 1943.)

Umjetnici iz drugih zemalja
- Enrico Benassi (1902. – 1978.)
- Willem Van Genk (1927. – 2005)
- Pietro Ghizzardi (1906. – 1986.)
- Sofija Naletilić Penavuša (1913. – 1994.)
- Nikifor Krynicki (1895. – 1968.)
- Germain van der Steen (1897. – 1985.)
- Simon Schwartzenberg (1895. – 1990.)

## Posebne izložbe
Muzej organizira posebne tematske izložbe fokusirane na pojedinačne umjetnike ili da bi se istaknuli određeni aspekti naivne umjetnosti. Prijašnje takve izložbe su uključile: "Strani majstori iz kolekcije", "Nepoznati Skurjeni" i "Ivan Lacković / Likovni eksperimenti".
Uz tematske izložbe u muzeju, organiziraju se putujuće izložbe u drugim mjestima unutar Hrvatske, te inozemstvu, kako bi doprijeli do šire publike. Umjetnička djela iz fundusa muzeja nedavno su bila na izložbi u Japanu (2006.), Italiji (2002.), SAD-u (2000.), i Slovačkoj (2000.). Procjenjuje se da je više od 200.000 posjetitelja vidjelo ove međunarodne priredbe.

## Vanjske poveznice
- Mrežne stranice Hrvatskog muzeja naivne umjetnosti
- Muzeji Hrvatske na internetu, Hrvatski muzej naivne umjetnosti  Arhivirana inačica izvorne stranice od 28. siječnja 2008. (Wayback Machine)